# Погони
Погони (грч. Πωγώνι) општина је у Грчкој. По подацима из 2011. године број становника у општини је био {{{stanovnistvo}}}.

## Становништво
| 2011.              |
| ------------------ |
| {{{stanovnistvo}}} |